# Medalha de Serviço Meritório de Defesa
A Medalha de Serviço Meritório de Defesa (em inglês:  Defense Meritorious Service Medal, DMSM) é uma condecoração concedida a membros das forças armadas dos Estados Unidos pelo Departamento de Defesa dos Estados Unidos. Na ordem de precedência das Forças Armadas dos Estados Unidos, é usado entre a Coração Púrpuro e a Medalha de Serviço Meritório (MSM). A medalha é atribuída em nome do Secretário de Defesa aos membros das Forças Armadas que, no exercício de actividade conjunta, se distingam por desempenho notável não-combatente ou serviço meritório, mas não em grau que justifique a atribuição da Medalha de Serviço Superior de Defesa (DSSM).
A medalha não é igual à Medalha de Serviço Meritório, que é uma condecoração militar federal separada. Ambos têm critérios de atribuição praticamente idênticos, mas a DMSM é concedida a militares designados para organizações conjuntas e multi-serviços, enquanto a MSM é concedido a militares em unidades militares tradicionais dentro dos seus respectivos serviços individuais.

## Critério
A medalha foi criada em 3 de novembro de 1977 pelo presidente Jimmy Carter sob a Ordem Executiva 12019 para reconhecer conquistas ou serviços meritórios não-relacionados ao combate durante o serviço em uma missão conjunta. O serviço reconhecido é normalmente por um período superior a 12 meses, abrangendo toda a atribuição conjunta do agraciado, incluindo extensões. A realização ou serviço exigido é de grau inferior ao exigido para a atribuição da Medalha de Serviço Superior de Defesa, mas deve ter sido realizado com distinção.
Uma missão conjunta:

conota atividades, operações ou organizações nas quais elementos de mais de uma Força Armada dos Estados Unidos, conforme refletido nos documentos de mão-de-obra conjunta ou na Lista de Atribuição de Deveres Conjuntos, realizam missões conjuntas sob os auspícios do Gabinete do Secretário da Defesa; do Presidente do Estado-Maior Conjunto ou do comandante de um Comando Combatente.
Os membros do serviço designados ou vinculados a uma Força-Tarefa Conjunta como indivíduos, e não membros de uma unidade de serviço militar específica, podem ser elegíveis para o DMSM. Os membros de unidades específicas de serviço são elegíveis para prêmios de condecorações pessoais de seus serviços principais. Os militares servindo em estados-maiores tripulados conjuntamente no Comando Aliado da Europa, no Comando Aliado do Atlântico, no Comité Militar da OTAN e nas agências militares associadas a funções militares ou outras atividades conjuntas que possam ser designadas também estão incluídos.

### Extensão
Em 2014, o presidente Barack Obama com a Ordem Executiva 13666 estendeu a elegibilidade da DMSM para incluir qualquer membro das forças armadas de uma nação estrangeira amiga, autorizando assim o reconhecimento dos oficiais da OTAN, dos Aliados e da Coalizão e dos altos graduados designados ou incorporado no Estado-Maior Conjunto, nos Comandos Combatentes Unificados e associados a Forças-Tarefa Conjuntas.

## Aparência

### Medalha
A Medalha de Serviço Meritório de Defesa é feita de bronze e tem 1+1/2 polegadas (1 010 mm) de diâmetro. O desenho do anverso consiste em uma coroa circular de folhas de louro amarrada com uma fita na base. No centro está um pentágono que se sobrepõe ligeiramente à guirlanda. Sobreposta ao pentágono está uma águia com as asas levantadas, posicionada na base do pentágono. A águia simboliza os Estados Unidos, enquanto o formato do pentágono alude ao Departamento de Defesa e a coroa de louros representa conquistas. O reverso da medalha traz a inscrição Defense Meritorious Service ("Serviço Meritório de Defesa") em três linhas horizontais, enquanto na parte inferior estão as palavras United States of America. Entre as inscrições há espaço para gravar o nome do agraciado.

### Barreta
A barreta da medalha tem 1+3/8 polegadas (1 010 mm) de largura composta pelas seguintes faixas verticais: Branca 1/16 polegadas (1,6 mm), Carmesim 1/4 polegadas (6,4 mm), Branco 7/32 polegadas (5,6 mm), Azulão 1/16 polegadas (1,6 mm), Branco 1/16 polegadas (1,6 mm), Azulão 1/16 polegadas (1,6 mm), Branco 1/16 polegadas (1,6 mm), Azulão 1/16 polegadas (1,6 mm), Branco 7/32 polegadas (5,6 mm), Carmesim 1/4 polegadas (6,4 mm), Branco 1/16 polegadas (1,6 mm). As cores carmesim e branco são duplicatas das cores da fita da Legião do Mérito. As listras azuis (Bluebird) são a cor associada ao Departamento de Defesa.
Prêmios adicionais da Medalha de Serviço Meritório de Defesa são indicados por cachos de folhas de carvalho de bronze, com um cacho de folhas de carvalho prateado representando seis prêmios. Como um prêmio conjunto, os cachos de folhas de carvalho são tradicionalmente associados aos prêmios do Exército, da Força Aérea e da Força Espacial também são usados para vários prêmios do DMSM para os militares da Marinha, do Corpo de Fuzileiros Navais e da Guarda Costeira. Esses cachos de folhas de carvalho são presos às ao rack de barretas.